# Margaretha Löwler
Margaretha Löwler, född Ulla-Britt Margareta Lövler 31 maj 1932 i Härnösand, är en svensk skådespelare.
Hon studerade vid Norrköping-Linköping stadsteaters elevskola 1952–1955.

## Filmografi (urval)
- 1951 – Hon dansade en sommar
- 1951 – Frånskild
- 1954 – De röda hästarna
- 1954 – Hästhandlarens flickor
- 1954 – Gabrielle
- 1955 – Vildfåglar
- 1972 – Dela lika (TV-serie)

## Teater

### Roller (ej komplett)
| År   | Roll       | Produktion                                        | Regi            | Teater                           |
| ---- | ---------- | ------------------------------------------------- | --------------- | -------------------------------- |
| 1952 | Askungen   | Askungen Charlotte B Chorpenning                  | Sture Ericson   | Norrköping-Linköping stadsteater |
| 1953 | Säterjänta | Peer Gynt Henrik Ibsen                            | Johan Falck     | Norrköping-Linköping stadsteater |
| 1953 | Tuxy       | Tolvskillingsoperan Bertolt Brecht och Kurt Weill | John Zacharias  | Norrköping-Linköping stadsteater |
| 1953 | Sally      | Den ljuva timmen Anna Bonacci                     | Olof Thunberg   | Norrköping-Linköping stadsteater |
| 1954 | Pia        | Litet bo Herbert Grevenius                        | John Zacharias  | Norrköping-Linköping stadsteater |
| 1954 | Fru Omura  | Thehuset Augustimånen John Patrick                | Olof Thunberg   | Norrköping-Linköping stadsteater |
| 1955 | Modisten   | Så tuktas en argbigga William Shakespeare         | John Zacharias  | Norrköping-Linköping stadsteater |
| 1962 |            | Kattorna Walentin Chorell                         | Staffan Aspelin | Göteborgs stadsteater            |